# 澳門衛生政策學會
澳門衛生政策學會（葡萄牙語：Associacao de Politica de Saude de Macau），設於澳門，是旨在推動公眾健康課題的研討，評價和倡導衛生政策，促進澳門衛生事業和社區衛生發展的非牟利組織。

## 外部連結
- 澳門衛生政策學會 （页面存档备份，存于）